# بوب دين
بوب دين (بالإنجليزية: Bob Dean)‏ هو لاعب كرة القدم الكندية أمريكي، ولد في 17 ديسمبر 1929، وتوفي في 10 مايو 2007.